# Manfred Layer
Manfred Layer (* 1937) ist ein deutscher Ökonom und emeritierter Professor für Betriebswirtschaftslehre (BWL). Er war Geschäftsführender Direktor des Arbeitsbereichs Organisation und Industrielles Rechnungswesen am Institut für Industriebetriebslehre und Organisation (IIO) an der Fakultät Wirtschafts- und Sozialwissenschaften der Universität Hamburg.

## Leben
Manfred Layer promovierte 1967 an der Technischen Hochschule Karlsruhe. Seine Dissertation trug den Titel "Möglichkeiten und Grenzen der Anwendbarkeit der Deckungsbeitragsrechnung im Rechnungswesen der Unternehmung".
1973 habilitierte er sich mit der Schrift „Sequentielle Produktions- und Investitionsplanung mit Hilfe der dynamischen Programmierung“ an der Universität Karlsruhe.
Er lehrte und forschte bis zu seiner Emeritierung als Geschäftsführender Direktor des Arbeitsbereichs Organisation und Industrielles Rechnungswesen am Institut für Industriebetriebslehre und Organisation (IIO) an der Fakultät Wirtschafts- und Sozialwissenschaften der Universität Hamburg.
Im Jahr 2002 veröffentlichte Frank Keuper als Herausgeber eine Festschrift anlässlich des 65. Geburtstages von Manfred Layer mit dem Titel "Produktion und Controlling".

## Forschungsschwerpunkte
Manfred Layers Forschungsgebiet umfasste insbesondere das Industrielle Rechnungswesen.

## Schriften (Auswahl)
- Manfred Layer / Heinz Strebel (Hrsg.): Rechnungswesen und Betriebswirtschaftspolitik. Festschrift für Gerhard Krüger zu seinem 65. Geburtstag gewidmet von Freunden, Kollegen und Schülern. E. Schmidt, Berlin 1969, DNB 457897171.
- Optimale Kapazitätsausnutzung und Kapazitätsbereitstellung. Sequentielle Produktions- und Investitionsplanung mit Hilfe der dynamischen Programmierung. Physica-Verlag, Würzburg / Wien 1975, ISBN 3-7908-0144-5.